# Une semaine sur les fleuves Concord et Merrimac
Une semaine sur les fleuves Concord et Merrimac (A Week on the Concord and Merrimack Rivers) est un récit de voyage publié par l'écrivain américain Henry David Thoreau en 1849. Il s'agit de son premier succès littéraire. Le récit raconte le voyage accompli par Thoreau en compagnie de son frère depuis la ville de Concord, dans le Massachusetts jusqu'à celle de Concord, dans le New Hampshire, en parcourant en canoë les deux fleuves Concord et Merrimack.

## Genèse
La rédaction du récit intervient après la retraite spirituelle de Thoreau à l'étang de Walden, relatée dans Walden ou la vie dans les bois (mais qui est publiée plus tard, en 1854). C'est en effet de retour de cette expérience solitaire qu'il complète le premier brouillon de Une Semaine sur les rivières Concord et Merrimack, une élégie dédiée à son frère John, décrivant leur voyage aux montagnes Blanches en 1839. Faute d'éditeur voulant publier cette œuvre, Emerson l'encourage à l'éditer à son propre compte, ce que Thoreau fait avec l'éditeur d'Emerson, Munroe. Ce dernier fait peu de publicité pour le livre, qui se vend donc mal et endette Thoreau qui finit par se brouiller avec son ancien ami Emerson.
Le récit a été tardivement traduit en français.